# Blade: Trinity
Blade: Trinity è un film del 2004 scritto, diretto e co-prodotto da David S. Goyer.
Basato sul personaggio di Blade di Marvel Comics, apparso per la prima volta nella serie The Tomb of Dracula.
Il film è il terzo e ultimo capitolo della trilogia cinematografica dedicata al supereroe, iniziata nel 1998 con Blade e continuata nel 2002 con Blade II.
Nel cast tornano Wesley Snipes e Kris Kristofferson. A loro si aggiungono Ryan Reynolds nei panni di Hannibal King e Jessica Biel in quelli di Abigail Whistler; inizialmente il personaggio femminile doveva essere Rachel Van Helsing, personaggio dei fumetti, e doveva avere una scena di sesso con il protagonista: entrambe le cose vennero scartate. Natasha Lyonne, Patton Oswalt (il cui personaggio veste sempre t-shirt dei Fantastici Quattro, altri eroi dei fumetti Marvel Comics), Parker Posey, il wrestler Triple H e Dominic Purcell nel ruolo di Dracula / Drake completano il cast.

## Trama
I vampiri riescono ad incastrare Blade (nome di battaglia del loro più temibile cacciatore), incolpandolo della morte di un umano (un "familiare" travestito da vampiro), uccisione avvenuta al termine di un inseguimento automobilistico. Blade, ripreso dalla televisione e ricercato dall'FBI, viene scovato nel suo rifugio. Il suo mentore e amico, Abraham Whistler, fa allora esplodere tutto l'edificio, sacrificando se stesso per proteggere i segreti e la vera identità di Blade (il cui nome è Eric Brooks, nato da donna morsa in gravidanza, mezzo vampiro, soprannominato il "Diurno" per la sua capacità di resistere alla luce solare).
Dopo esser stato catturato dalla polizia e interrogato dal noto psicologo Dr.Vance, questi gli inietta un tranquillante dopo averlo definito uno psicopatico convinto che esistano i vampiri, ma il cacciatore capisce che il dottore e il comandante Vreede che l'ha preso in custodia sono familiari.  Blade sta per essere preso dai suoi nemici travestiti da agenti ma  è aiutato a scappare da un gruppo di umani cacciatori di "non morti", i Nightstalkers (cellula dotata di armi tecnologicamente avanzate che fa parte di una più ampia organizzazione per la lotta contro la minaccia vampiresca), capitanati da Hannibal King e Abigail Whistler, figlia illegittima di Abraham. Dopo la fuga e arrivato al rifugio dei cacciatori Blade conosce il resto della squadra, tra cui una biologa cieca di nome Sommerfield. I cacciatori chiedono l'aiuto di Blade contro Danica Talos, una potente leader dei vampiri, che è riuscita nell'intento di trovare e risvegliare dalle profondità di un'antichissima ziqqurat in Iraq il progenitore della loro specie, Dracula (o Drake), come prova hanno trovato la sua armatura, capendone alcuni poteri come la capacità di assumere l'aspetto di persone diverse.
Al nascondiglio della Talos, la vampira spera così di poter finalmente liberarsi dell'odiato Diurno  grazie a Drake e, magari, di trovare il modo di far sì che tutti i vampiri sopravvivano al sole, ma questi prova solo disprezzo per i vampiri che lo hanno risvegliato, anche perché fu lui stesso a decidere di addormentarsi, per ritirarsi da un mondo che ormai l'aveva disgustato.
I Nightstalkers spiegano  Blade che, invece di vederla come una disgrazia, hanno la possibilità di sfruttare l'arrivo del primo vampiro per sterminare l'intera razza. Attraverso il sangue di Drake, l'unico "puro" in quanto è il primo della sua stirpe, Sommerfield può creare un'arma batteriologica che annienti ogni vampiro esistente, mettendo fine alla guerra in un colpo solo.
I tre il giorno dopo vanno a caccia e mentre torturano un familiare scoprono dove si trova Vance, ma nello studio del dottore lo trovano ucciso da Drake, infatti è immune al sole in quanto capostipite, ferisce Hannibal e viene inseguito da Blade. Drake prova disgusto per gli umani e anche per i vampiri moderni, ma vuole comunque sconfiggere Blade e lo informa che al prossimo incontro uno dei due morirà e usando una neonata come diversivo riesce a fuggire
Blade e Abigail scoprono che Vance doveva incontrarsi la sera stessa con Vreede in un fabbricato dove i vampiri, con la complicità delle autorità, usano gli umani come fonte di nutrimento: è una sorta di banca del sangue che raccoglie migliaia di corpi di senzatetto, raccolti per l'America, mantenuti in coma farmacologico, ma morti cerebralmente. Attraverso questo sistema i vampiri possono ottenere una copiosa quantità di sangue da vittime tenute in coma e produrre in quantità invece di limitarsi a morderle singolarmente e lasciarle morire sprecando tutto il potenziale sangue che potrebbero produrre per anni. Blade, mosso da pietà, spegne il complesso sistema di macchine che li mantiene in vita e uccide Vreede che li ha fatti accedere alla struttura
Drake, intanto, grazie alla propria capacità di assumere le sembianze altrui, si introduce  nella base del gruppo di Blade e li elimina uno ad uno ad esclusione di Zoe la figlioletta della biologa e di Hannibal , portandoli al proprio covo per tendere un tranello al Diurno. Scoperta la carneficina, Blade e Abigail si preparano alla vendetta, raggiunti da una cellula dormiente che ha portando un prototipo di virus (creato dalla biologa): tale morbo non potrà essere potente come quello che Sommerfield avrebbe potuto creare per liberare l'umanità dalla razza dei vampiri, ma potrà avere comunque un ampio effetto eliminando quindi tutti i vampiri in un determinato raggio d'azione, anche se bisogna iniettarlo in Drake per far sì che agisca, senza sapere se Blade possa sopravvivere al virus. 
Mentre Danica tortura Hannibal e Drake tiene con sé la bambina, per nulla spaventata dal vampiro, Blade e Abigail fanno irruzione nel palazzo dell'organizzazione, grazie a un segnalatore iniettato in Hannibal, liberano il loro compagno e mettono al sicuro Zoe, sgombrando il campo dai gregari per giungere allo scontro finale con Dracula e questi attende Blade. I due ingaggiano un duello a colpi di katana.
Il Diurno dimostra abilità di spadaccino di gran lunga superiore a quelle di Drake mettendolo in seria difficoltà, a quel punto, però, egli si trasforma in un demone rosso dall'enorme forza, presumibilmente la sua vera forma, e mette in difficoltà Blade che è sul punto di soccombere: Abigail, inserisce il virus sulla punta di una freccia e la scocca contro Drake, che la blocca, ma ne scocca subito un'altra colpendolo alla schiena, Blade raccoglie la freccia contenente il virus e la conficca nel costato di Drake. Attraverso l'aria, il virus si diffonde rapidamente nel covo e risulta efficace: i vampiri sopravvissuti (tra cui la stessa Danica) periscono assieme a Drake , il quale prima che possa morire dice a Blade che lui è l'unico vampiro degno di rappresentare la sua razza, informandolo che presto o tardi la sete avrà la meglio anche su di lui e che accetterà la sua natura di vampiro. La polizia arriva quando tutto è finito e trova strani resti (il virus non ha lasciato incenerire i vampiri come al solito) e porta il corpo di Blade all'obitorio, si scopre ben presto che il corpo è in realtà quello di Drake. Prima di essere sopraffatto dal virus, il vampiro aveva deciso di fare un "regalo d'addio" a Blade: ossia prendere il suo posto e dare così il tempo all'altro di fuggire.  Lasciando far capire alle autorità che i vampiri esistono, anche grazie ai resti trovati. 

## Produzione
Dopo il successo del secondo film, la New Line Cinema diede via libera ad un secondo sequel, ingaggiando ancora una volta David S. Goyer come sceneggiatore. La produzione scelse lo stesso Goyer come regista del film.
Nel corso delle riprese, Wesley Snipes fumava marijuana sul set come forma di protesta per il suo esiguo compenso in Blade:Trinity. Inoltre l'attore restava costantemente "nel personaggio" e voleva che tutti lo chiamassero Blade.

### Cast
- Wesley Snipes è Eric Brooks/Blade: metà vampiro, metà essere umano. È uno spietato cacciatore di vampiri ed un supereroe dannato.
- Kris Kristofferson è Abraham Whistler: mentore ed alleato di Blade, e il padre di Abigail Whistler.
- Jessica Biel è Abigail Whistler: figlia di Abraham Whistler, membro dei Nightstalkers. È un'abile arciera.
- Ryan Reynolds è Hannibal King: membro dei Nightstalkers dalla battuta facile. Fu morso da Danica Talos.
- Dominic Purcell è Dracula/Drake: il primo della stirpe dei vampiri.
- Parker Posey è Danica Talos: vampira con la sete di potere, odia profondamente Blade.
- Callum Keith Rennie è Asher Talos: fratello di Danica.
- Triple H è Jarko Grimwood: vampiro e guardia del corpo di Danica Talos.
- Natasha Lyonne è Sommerfield: alleata non vedente dei Nightstalkers.
- Haili Page è Zoe: la figlia di Sommerfield.
- John Michael Higgins è Edgar Vance: dottore, in realtà alleato dei vampiri.
- Patton Oswalt è Hedges: membro dei Nighstalkers.
- Ron Selmour: è Dex: membro dei Nightstalkers.
- James Remar è Ray Cumberland: agente di polizia.
- Mark Vreed è Martin Vreede: capo della polizia.
- Eric Bogosian è Bentley Tittle: presentatore di una trasmissione televisiva.

## Colonna sonora

### Blade: Trinity Original Motion Picture Score
Lo score del film è stato composto da Ramin Djawadi insieme a The RZA.

#### Tracce
1. Blade: Trinity
2. Set Up
3. Shooting Around Corners
4. Syrian Desert
5. Drake's Parting Gift
6. Blade's Rescue
7. The Gnome King
8. Drake Feeds / Talos' Request
9. Chasing Blade
10. The Blood Harvest
11. Daywalkers
12. Whistler's Sacrifice
13. Talos Threatens Hannibal King
14. Blade Vs. Drake

### Blade: Trinity Original Motion Picture Soundtrack
La colonna sonora del film, intitolata Blade Trinity, è stata distribuita dalla New Line Cinema a partire dal 23 novembre 2004.

#### Tracce
- Fatal - RZA - 3:43
- I Gotta Get Paid - Lil' Flip, Ghostface Killah e Raekwon - 3:49
- When the Guns Come Out - WC, E-40 e Christ Bearer - 4:09
- Thirsty- Ol' Dirty Bastard e Black Keith - 4:04
- Daywalkers - Ramin Djawadi e RZA - 2:34
- Party in tha Morgue - Kool Keith e Thee Undatakerz - 6:56
- Skylight - Overseer - 4:59
- This Blood - Black Lab - 4:08
- Bombs Away - Paris, Texas - 3:28
- Weapons of Mad Distortion - The Crystal Method - 4:50
- Hard Wax - manCHILD - 3:06
- Blade's Back - Ramin Djawadi - 4:03

Nella colonna sonora è presente anche la canzone Starting Over dei The Crystal Method, non inclusa nell'album.

## Distribuzione

### Edizione home video
Il DVD del film è stato distribuito dalla New Line; l'edizione italiana, pubblicata dalla Eagle Pictures, è in versione extended, ovvero contenente nove minuti in più rispetto alla versione cinematografica. Il film è stato presentato sul mercato con i seguenti contenuti speciali:
- Commento audio del regista e sceneggiatore David S. Goyer e degli attori Ryan Reynolds e Jessica Biel;
- Commento audio del regista e sceneggiatore David S. Goyer, dei produttori Peter Frankfurt e Lynn Harris, del direttore della fotografia Gabriel Beristáin, dello scenografo Chris Gorak e del montatore Howard E. Smith;
- Dentro il mondo di Blade: Trinity - Diurni, Nightstalkers e familiari: making of;
- Lo sceneggiatore intervista il regista: Goyer parla di Goyer: featurette;
- Finale alternativo;
- Errori;
- Trailers;
- Gallerie: Progressione degli effetti visivi;
- Gallerie: Armi;
- Anteprima cortometraggio animato Blade: sete di sangue.

## Accoglienza

### Incassi
Gli incassi in America si rivelarono deludenti, poiché per Blade: Trinity furono più bassi di quelli dei suoi predecessori Blade (1998) e Blade II (2002).
Globalmente il film incassò 131883935 $, meno di Blade II (155010032 $), divenendo il film di minor profitto della trilogia.

### Critica
Blade Trinity ha ricevuto recensioni generalmente negative da parte della critica: su Rotten Tomatoes il film ha un punteggio del 26% con un voto medio di 4.42 su 10.
La critica ne ha negativamente recensito la trama lacunosa, confusa e insensata, la recitazione degli attori, la regia e i dialoghi.
Roger Ebert, che aveva dato al primo e al secondo film 3 stelle e 3 stelle e mezzo su quattro rispettivamente, diede a Trinity 1 stella e mezzo su quattro, criticando la mancanza della narrativa che aveva caratterizzato i primi due capitoli e la trama scialba, incline a scene di combattimento senza senso.
James Berardinelli, diede anche lui 1 stella e mezzo su 4 alla pellicola, criticando anche lui la linea narrativa del film, aggiungendo che mentre i primi due capitoli offrivano una soddisfazione decente in termini di azioni viscerale, Trinity non ci riusciva.

## Sequel
Nel 2006 venne prodotta da Spike TV, New Line Cinema e Marvel Studios una serie televisiva sul personaggio, chiamata Blade - La serie (Blade: The Series), che inizia dove finisce Blade: Trinity. La serie è interpretata da Kirk "Sticky Fingaz" Jones, che sostituisce Wesley Snipes. Nonostante l'iniziale successo di pubblico, è stata cancellata dopo una sola stagione a causa del progressivo calo degli ascolti. In Italia ha fatto il suo esordio sul canale di Sky Italia FX.